# Karl Eimer
Karl Eimer (* 11. Juli 1893 in Eschwege; † 22. März 1948 in Lauenburg (Elbe)) war ein deutscher Internist.
Nach einem Medizinstudium – unterbrochen von der Teilnahme am Ersten Weltkrieg – und der Approbation 1921 wurde Eimer 1923 Assistent an der Universität Marburg. Er wurde Facharzt für Innere Medizin. 1933 wurde er außerordentlicher Professor, 1935 übernahm er die Leitung der Inneren Abteilung des Städtischen Krankenhauses Stettin und 1936 die Leitung der Ärztekammer und des Gauamts für Volksgesundheit Pommern.
In einem Großversuch in Marburg behandelte er Übergewichtige und Adipöse mit Rohkost-Diät (ca. 1000 g/d, sehr geringe Mengen an Olivenöl, Trockenfrüchten, Nüssen) und erreichte in acht Tagen eine durchschnittliche Gewichtsreduktion von vier bis fünf Kilogramm.
Eimer war 1920 am Einsatz des Studentenfreikorps Marburg gegen Arbeiter in Mechterstädt beteiligt (siehe: Morde von Mechterstädt). Zum 1. Mai 1933 trat er in die NSDAP (Mitgliedsnummer 2.828.283) und im selben Jahr in die SA ein, wo er 1937 bis zum SA-Hauptsturmführer aufstieg. Eimer unterzeichnete im November 1933 das Bekenntnis der Professoren an den deutschen Universitäten und Hochschulen zu Adolf Hitler und gehörte auch dem NSDÄB an. Er wurde Leiter des Amts für Arbeitsdienst der Marburger Dozentenschaft und war der Universitätssportarzt. 

## Schriften
- Rohkost als Ernährungs- und Diätproblem, Berlin/Marburg 1934